# Rahim Yar Khan
Rahimyar Khan (in urdu رحیم یار خان) è una città del Pakistan, situata nella provincia del Punjab.